# Laxtjärnarna, Dalarna
Laxtjärnarna är en sjö i Rättviks kommun i Dalarna och ingår i Dalälvens huvudavrinningsområde.